# Martin Parr
Martin Parr (Epsom, 23 mei 1952) is een Britse documentairefotograaf, fotojournalist en verzamelaar. Hij is bekend door zijn fotografische projecten met een kritische blik op de moderne samenleving, met name het consumentisme, buitenlandse reizen en toerisme, autorijden, familie en relaties en voedsel. 

## Fotograaf
Parr wilde fotograaf worden vanaf zijn veertiende jaar en beschouwt zijn grootvader, een amateurfotograaf, als factor van bijzondere invloed. Van 1970-1973 studeerde hij fotografie aan de Manchester Polytechnic. In 2008 kreeg hij een eredoctoraat in de Letteren op de MMU (de voormalige Polytechnic), als erkenning voor zijn bijdrage aan de moderne fotografie en MMU's School of Art. 
Parr begon als beroepsfotograaf en docent in het midden van de jaren 1970. Hij werd voor het eerst erkend voor zijn zwart-witfotografie in het noorden van Engeland (Bad Weather (1982) en A Fair Day (1984)), maar stapte over naar kleurenfotografie in 1984. Het resultaat was Last Resort: Foto's van New Brighton, gepubliceerd in 1986. Sinds 1994 is hij lid van Magnum Photos.

## Verzamelaar
Parr is een fanatiek verzamelaar van ansichtkaarten, foto's en diverse andere items. Veel van zijn collecties zijn gebruikt als basis voor de publicaties. Sinds de jaren 70 verzamelt hij de felgekleurde ansichtkaarten gemaakt tussen de jaren 50 en 70 door John Hinde en zijn team van fotografen. Deze vormen een belangrijke invloed op de kleur van Parrs eigen fotografie. 
Hij publiceerde verschillende fotoboeken, alsmede werk over fotoboeken. Het fotoboek The Photobook. A History (in drie delen) bevat meer dan duizend voorbeelden van fotoboeken uit de 19de eeuw tot heden. Parr werkte voor dit boek samen met criticus Gerry Badger. De voorbereiding nam acht jaar in beslag.

## Documentairefilmmaker
Parrs eerste contact met het medium film was zijn samenwerking met Nick Barker in 1990-1992, door het nemen van foto's om ze te begeleiden Barkers film tekenen van de tijd. In 1997 Parr begon de productie van zijn eigen tv-documentaires met Mosaic Film. 
Hij was cameraman voor de film, It's Nice Up Noord met komiek Graham Fellows als zijn karakter John Shuttleworth. De film is een komische documentaire gefilmd over meerdere jaren in Shetland en werd uitgebracht in 2006. 
Parrs benadering van de documentairefotografie is intiem, antropologisch en satirisch. Macrolenzen, een ringflitser en hogeverzadigingkleurenfilms helpen hem om zijn onderwerpen "onder de microscoop in hun eigen omgeving te leggen", en dat geeft hem de ruimte om hun leven en de waarden op een manier vast te leggen met vaak onbedoelde humor. Bijvoorbeeld, het creëren van zijn boek tekenen van de tijd: a portrait of the nation's tastes. (1992), opgenomen bij gewone mensen thuis waar hij foto's nam van de aspecten van het alledaagse leven van zijn gastheren, het combineren van de beelden met citaten uit zijn onderwerpen aan brengen kijkers onaangenaam dicht bij hen. 
Parr heeft bijna 50 boeken gepubliceerd, zien op ongeveer 80 beurzen ter wereld - met inbegrip van een tentoonstelling in Londen in het Barbican Arts Centre. 

## Boeken
- Bad Weather. London: Zwemmer, 1982. ISBN 0302999965
- A Fair Day: Photographs from the West Coast of Ireland. Salem House, 1984. ISBN 0907797105
- Last Resort: Photographs of New Brighton. Dewi Lewis, 1986.
- One Day Trip. Editions de la différence, Pas-de-Calais, 1989.
- The Cost of Living. Farrar, Straus & Giroux. ISBN 0893814393. Cornerhouse, 1989. ISBN 094879755X
- Signs of the Times: A Portrait of the Nation's Tastes. Cornerhouse, 1992.
- Bored Couples. Paris: Gallery du Jour, 1993.
- Home and Abroad. London: Jonathan Cape, 1994. ISBN 0224031325
- From A to B: Tales of Modern Motoring. BBC Books. ISBN 0563369841
- Small World: A global photographic project 1987–1994. Stockport, Cheshire: Dewi Lewis, 1995. ISBN 1899235051
- West Bay. Rocket Press, 1997.
- Food. Galerie Agnès B, 1998.
- Japonais Endormis. Galerie Agnès B, 1998. ISBN 2906496294
- Common Sense. Dewi Lewis, 1999. ISBN 1899235078
- Sguardigardesani. Milan, Charta, 1999.
- Benidorm. Sprengel museum Hannover, 1999. ISBN 3891691459.
- Boring Photographs. 2000. (Photographs of Boring, Oregon: not postcards. Edition limited to 12 signed copies.)
- Think of England. Phaidon. Hardback, 2000. ISBN 0714839914. Paperback, 2004. ISBN 0714844543
- Flowers. Munkedals: Munken & Trebruk, 1999. Galerie Du Jour Agnès B, 2001.
- Cherry Blossom Time in Tokyo. 2001.
- Martin Parr. London: Phaidon. Hardback, 2002. ISBN 0714839906. Paperback, 2005.
- Martin Parr. Portfolio. Te Neues. ISBN 3570194450
- Tutta Roma.  Contrasto, 2007. ISBN 8869650162
- The Phone Book: 1998-2002. Rocket Press, 2002. ISBN 0946676534. ISBN 3980664724.
- Martin Parr Postcards. London: Phaidon, 2003. ISBN 0714843458
- Mexico. London: Chris Boot, 2006. ISBN 0954689488.
- Fashion Magazine. ISBN 9782952410205.
- Fashion Newspaper. Tokyo, 2007. Published to accompany an exhibition.
- Autoportrait. Stockport, Cheshire: Dewi Lewis, 2000. ISBN 1899235728
- From Our House to Your House: Celebrating the American Christmas. Stockport, Cheshire: Dewi Lewis, 2002. ISBN 1899235345
- Boring Postcards. London: Phaidon, 1999. Hardback ISBN 0714838950. Paperback ISBN 0714843903)
- Boring Postcards USA. London: Phaidon, 2000. Hardback ISBN 0714840009. Paperback ISBN 0714843911
- Langweilige Postkarten. London: Phaidon. ISBN 0714840629.
- Saddam Hussein Watches. London, 2004.
- David Goldblatt: Photographs. Milan: Contrasto. ISBN 8869650154
- Our True Intent Is All for Your Delight: The John Hinde Butlin's Photographs. London: Chris Boot, 2002. ISBN 0954281306
- Bliss: Postcards of Couples and Families. Chris Boot, 2003. ISBN 0954281330
- The Photobook: A History. (with Gerry Badger) London: Phaidon.
  - Vol 1. 2004. ISBN 0714842850
  - Vol 2. 2006. ISBN 0714844330
  - Vol 3. 2014. ISBN 9780714866772